# سازند الیکا
سازند الیکا از سازندهای زمین‌شناسی ایران در البرز با سن تریاس است. نام این سازند از روستای الیکا واقع در بالای دره چالوس گرفته شده است. مقطع نمونه آن توسط کلاوس (۱۹۶۴) در سمت راست دره الیکا و در فاصله ۵ کیلومتری این روستا به ضخامت ۲۹۵ متر مطالعه و معرفی شده است. سازند الیکا در مقطع نمونه به طور هم‌شیب بر روی سازند نسن و با دگرشیبی در زیر سازند شمشک قرار دارد.
این سازند شامل سنگ‌های تریاس پایینی – میانی البرز و ردیف‌های کربناتی آهکی – دولومیتی است. در محل بُرش الگو و سایر نقاط البرز، بخش پایینی سازند الیکا، ضخامتی متغیر از سنگ‌آهک‌های نازک‌لایه و آهک‌های مارنی است که کمی مارن یا میان‌لایه‌های نازک دولومیت دارد. لایه‌بندی نازک، رنگ متمایل به خاکستری روشن، فراوانی ساخت‌های کرم مانند از ویژگی‌های بخش پایینی سازند الیکا است که شناسایی و تفکیک آن را از دولومیت‌های ضخیم لایه بخش بالایی فراهم می‌سازد. فراوان‌ترین سنگواره‌های این بخش شامل دوکفه‌ای‌های نوع کلاریا، گاستروپودهای کوچک و آثار کرم مانند هستند. همچنین مقدار ناچیزی جلبک، روزنه‌داران و به ندرت آمونیت نیز در این بخش یافت می‌شود.